# Festival du film britannique de Dinard 2022
Le festival du film britannique de Dinard 2022, 33e édition du festival, se déroule du 28 septembre au 2 octobre 2022.

## Déroulement et faits marquants
L'acteur José Garcia sera à la présidence du jury et les autres membres seront Oulaya Amamra, Hugo Gélin, Alice Pol, George Blagden, Sofia Essaïdi et Adrian Lester.
Le 1er octobre 2022, le palmarès est dévoilé : le film Emily de Frances O'Connor remporte le Hitchcock d'or et le prix du public alors qu'Emma Mackey remporte le prix de la meilleure interprétation pour ce même-film. Le Prix spécial du jury est remis à The Almond and the Seahorse (en) de Celyn Jones et Tom Stern,,.

## Jury

### Longs métrages
- José Garcia (président du jury), acteur
- Oulaya Amamra, actrice
- Hugo Gélin, réalisateur
- Alice Pol, actrice
- George Blagden, acteur
- Sofia Essaïdi, actrice
- Adrian Lester, acteur

## Sélection

### En compétition
- All My Friends Hate Me (en) de Andrew Gaynord
- Emily de Frances O'Connor
- My Old School (en) de Jono McLeod
- Pirates (en) de Reggie Yates (en)
- The Almond and the Seahorse (en) de Celyn Jones et Tom Stern
- Winners (en) de Hassan Nazer

### Hors compétition

#### Irish Eyes in Dinard
- The Quiet Girl (An Cailín Ciúin) de Colm Bairéad
- It Is In Us All (en) de Antonia Campbell-Hughes
- Nothing Compares (en) de Kathryn Ferguson
- The Sparrow de Michael Kinirons
- Young Plato de Declan McGrath et Neasa Ní Chianáin

#### Girl Power!
- Enys Men de Mark Jenkin (en)
- Mothering Sunday de Eva Husson
- Quant de Sadie Frost
- The Colour Room (en) de Claire McCarthy

#### It's Raining Men
- Boxing Day de Aml Ameen
- In From the Side (en) de Matt Carter
- The Other Fellow (en) de Matthew Bauer (en)

#### Eccentrics & Free Spirits
- Flux Gourmet (en) de Peter Strickland
- Tramps! (en) de Kevin Hegge (en)
- True Things (en) de Harry Wootliff
- La Vie extraordinaire de Louis Wain (The Electrical Life of Louis Wain) de Will Sharpe

#### Cinema - Past, Present & Future
- Save The Cinema (en) de Sara Sugarman
- The Gallery de Paul Raschid
- Sa Majesté des mouches (Lord of the Flies) de Peter Brook

#### Séances spéciales
- Les Banshees d'Inisherin (The Banshees of Inisherin) de Martin McDonagh
- The Princess de Ed Perkins
- This Is Going to Hurt de Lucie Forbes et Tom Kingsley
- Mes rendez-vous avec Leo  (Good Luck to You, Leo Grande) de Sophie Hyde
- Superasticot (Superworm) de Sarah Scrimgeour et Jac Hamman

## Palmarès
- Hitchcock d'or : Emily de Frances O'Connor
- Prix de la meilleure interprétation : Emma Mackey pour Emily
- Prix spécial du jury : The Almond and the Seahorse (en) de Celyn Jones et Tom Stern
- Prix du public : Emily de Frances O'Connor